# لیندا لوردو
لیندا لوردو (انگلیسی: Linda Loredo؛ ‏ ۲۰ ژوئن ۱۹۰۷ – ۱۱ اوت ۱۹۳۱) بازیگر اهل ایالات متحده آمریکا بود که بابت ایفای نقش در نسخه‌های اسپانیایی‌زبان فیلم‌های کمدی کوتاه لورل و هاردی شهرت دارد
از فیلم‌هایی که وی در آن‌ها نقش داشته است، می‌توان به نسخه‌های اسپانیایی‌زبان همه‌چیز را اعتراف کن، پیامدهای کارهای گذشته، هیجان‌زده و مهارنشدنی و کله‌پا اشاره نمود.